# Eumorphus marginatus
Eumorphus marginatus es una especie de coleóptero de la familia Endomychidae.

## Distribución geográfica
Habita en Sumatra, Java, Borneo, y Malaya.